# Nicolás Ayr
Nicolás Nahuel Ayr (La Plata, Provincia de Buenos Aires, Argentina, 11 de octubre de 1982) es un exfutbolista argentino naturalizado colombiano. Jugaba de defensa central.

## Clubes
| Club                       | País      | Año         |
| -------------------------- | --------- | ----------- |
| Estudiantes de La Plata    | Argentina | 2001 - 2003 |
| La Plata F. C.             | Argentina | 2004        |
| Tijuana                    | México    | 2004        |
| La Plata F. C.             | Argentina | 2005 - 2006 |
| 2 de Mayo                  | Paraguay  | 2006        |
| Deportes Tolima            | Colombia  | 2007 - 2008 |
| Atlético Huila             | Colombia  | 2009 - 2012 |
| Sporting Cristal           | Perú      | 2012 - 2013 |
| Aldosivi                   | Argentina | 2014        |
| Gimnasia y Esgrima (Jujuy) | Argentina | 2015        |
| Deportivo Cuenca           | Ecuador   | 2015        |
| Real Garcilaso             | Perú      | 2016        |
| Nueva Chicago              | Argentina | 2016 - 2017 |
| Guillermo Brown            | Argentina | 2017 - 2018 |
| Talleres (RdE)             | Argentina | 2018 - 2019 |
| Círculo Deportivo          | Argentina | 2019 - 2020 |

## Palmarés

### Campeonatos nacionales
| Título                    | Club             | País | Año  |
| ------------------------- | ---------------- | ---- | ---- |
| Primera División del Perú | Sporting Cristal | Perú | 2012 |